# Dark Love Poems
Dark Love Poems è il terzo ed ultimo album della band tedesca Gothic metal Bloodflowerz. Il disco è stato registrato al Mastersound Studio a Stoccarda e Fellbach in Germania nel 2006 e pubblicato da parte della Silverdust Records nello stesso anno.

## Tracce
1. Sajidas' Song - 03.56
2. Damaged Promises - 03.48
3. The Last Dance - 03.13
4. Healing Hearts - 03.33
5. Illusionary Fields - 04.34
6. Anthem for a Stranger - 03.29
7. Violent Voices - 04.26
8. The Fool and the King - 04.11
9. Dark Angel - 03.55
10. Queen of the Freakshow - 03.23
11. Cruel Game - 03.51 (Bonus track)
12. Dead Love (A Necrology) - 04.22